# RMS Llanstephan Castle
El RMS Llanstephan Castle fue un transatlántico inglés construido en 1914 para la Unión Castle Mail Steamship Company Limited bajo la dirección de la Royal Mail Line. Fue nombrado en honor a un castillo situado a 8 km del pueblo de Carmarthen, Gales del sur.  Constituía clase con el HMHS Llandovery Castle y que a diferencia de este último, sobrevivió a ambas guerras mundiales sirviendo como transporte de tropas.

## Historia
El RMS Llanstephan Castle fue botado con tan solo 5 días de diferencia que su gemelo construido simultáneamente en otro astillero.   Fueron los primeros buques construidos para la naviera Union Castle, que había sido adquirida por la Royal Mail Line a finales de 1912.
Prácticamente no existían diferencias entre ambos buques y el RMS Llanstephan Castle en sus comienzos, al igual que el Llandovery Castle, fue destinado al servicio entre Londres y África Oriental y Occidental.  
En 1917 fue requisado por el Almirantazgo y reconvertido en transporte de tropas y sirvió sin mayores incidentes durante todo el conflicto.
Terminada la guerra, volvió a manos de la Unión Castle, fue remozado y sirvió en la ruta, Inglaterra-Italia-Durban-Lorenzo Marqués (África occidental). En 1938, se le sustituyeron las calderas de carbón por motores Diésel.
Comenzada la Segunda Guerra Mundial, nuevamente fue requisado por el Ministerio de Marina y reconvertido en transporte de tropas en la ruta Ciudad del Cabo-Liverpool (transportó niños ingleses) y en el lejano oriente, sin novedades destacables en su bitácora de servicio.
Además sirvió en la ruta Arkangel-Liverpool después que Alemania atacara a la Unión Soviética, el 22 de junio de 1941.
Terminada la conflagración, volvió a manos de sus dueños, fue nuevamente remozado y se le eliminó la tercera clase cambiando la clasificación hotelera a 231 pasajes de primera clase y 198 pasajes en clase turista y volvió a prestar servicios en la ruta africana.
Ya en 1952, con 38 años de servicios impecables, y al final de su vida útil fue desguazado en Monmouthshire, por la British Iron & Steel Corporation.